# Melodifestivalen 2022
Le Melodifestivalen 2022 est le concours de chansons permettant de sélectionner le représentant de la Suède au Concours Eurovision de la chanson 2022. Il consiste en quatre séries de qualifications (Deltävling), une demi-finale et une finale. Le concours débute le 5 février 2022 à raison d'une émission chaque samedi à 20h, la finale ayant lieu le 12 mars 2022. Il est remporté par Cornelia Jakobs et sa chanson Hold Me Closer, qui représentera donc la Suède au Concours Eurovision de la chanson 2022.

## Format

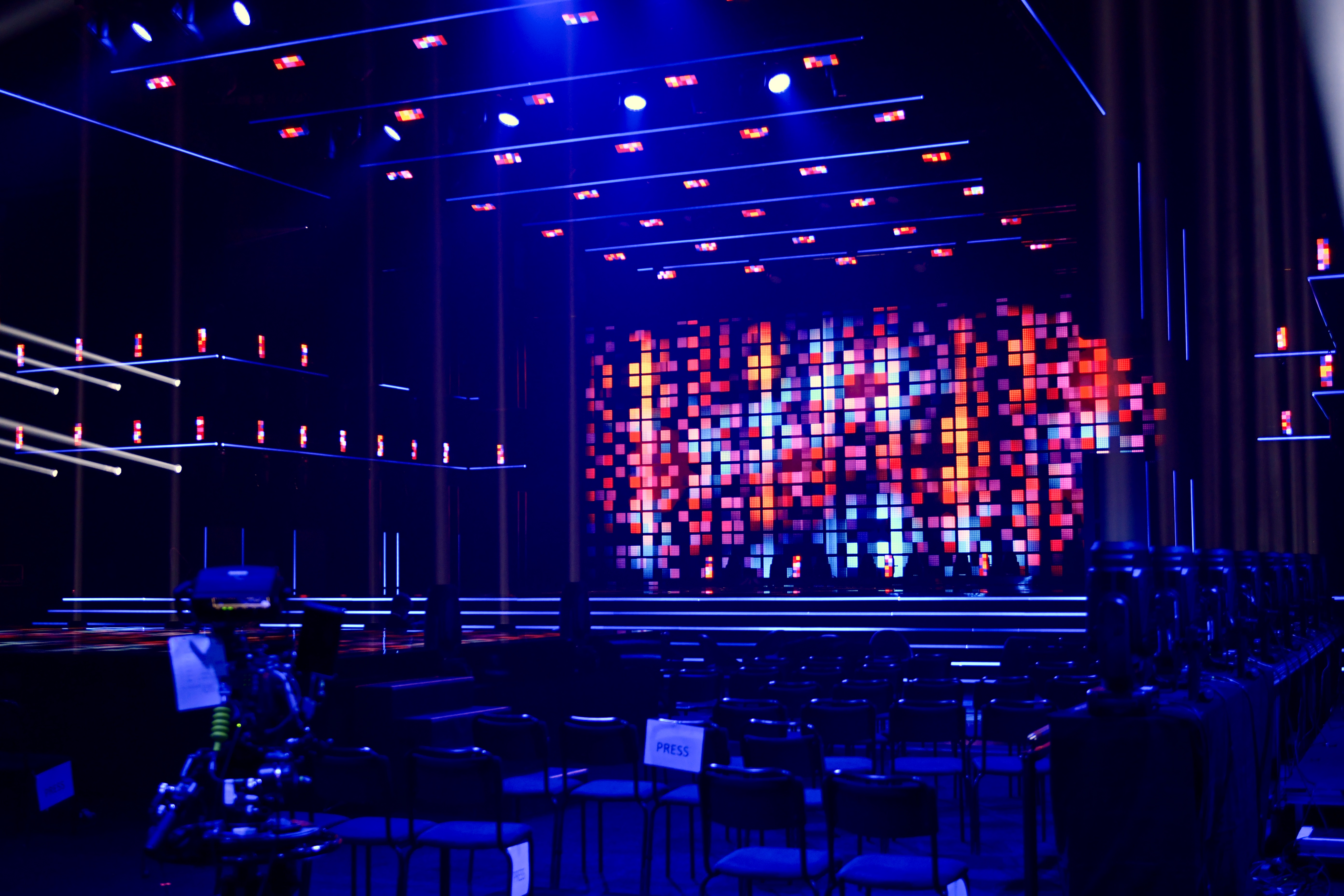
La scène du Melodifestivalen 2022.

Comme tous les ans, c'est par le biais du Melodifestivalen que sont choisis l'interprète et la chanson qui représenteront la Suède au Concours Eurovision de la chanson. Le format subit plusieurs changements. Ainsi, la structure est modifiée : le format de l'Andra Chansen est abandonné au profit d'une demi-finale, qui joue un rôle similaire. De plus, d'importants changements ont lieu pour le système de vote,.

### Auditions
Le système de vote utilisé pour le Melodifestivalen 2022 subit un changement important. Il a désormais lieu en deux phases distinctes. Dans un premier temps, le nombre total de votes exprimés — via l'application et par téléphone — décide du premier qualifié directement pour la finale. Puis, un second vote a lieu, similaire à celui utilisé l'édition précédente. Les spectateurs sont divisés en huit groupes, ayant tous le même poids. Les votants via l'application officielle du concours sont répartis en sept tranches d'âge, ceux votant par téléphone formant le huitième. Chaque groupe donne 12, 10, 8, 5, 3 et 1 point dans un vote qui sera, pour la première fois, diffusé en direct. L'artiste arrivant en tête de ce second vote est qualifié directement pour la finale. Les 2e et 3e se qualifient pour la demi-finale,.

### Demi-finale
Lors de la demi-finale, les huit artistes qualifiés s'affrontent pour les quatre dernières places en finale. Ces huit artistes sont divisés en deux groupes de quatre, desquels se qualifient les deux premiers artistes à chaque fois. Lors de cette demi-finale, chacun des huit groupes de vote distribue 12, 10, 8 et 5 points. Le vote n'est pas diffusé en direct,.

### Finale
Lors de la finale, le vote est divisé entre les huit groupes de vote suédois et le vote de huit jurys internationaux. Chacun de ces seize parti distribue ainsi 12, 10, puis de 8 à 1 points aux chansons encore en compétition. Le vote est diffusé en direct,.

### Lieux et dates
Le 7 septembre 2021, Sveriges Television officialise les deux lieux qui accueilleront la compétition avec les dates respectives, prévoyant initialement que le show aurait lieu à travers la Suède. Cependant, cette itinérance du Melodifestivalen est annulée le 14 janvier 2022 en raison du Covid-19. Toutes les soirées se déroulent donc à Stockholm, les trois premières à l'Avicii Arena et les trois dernières à la Friends Arena.

### Présentateurs

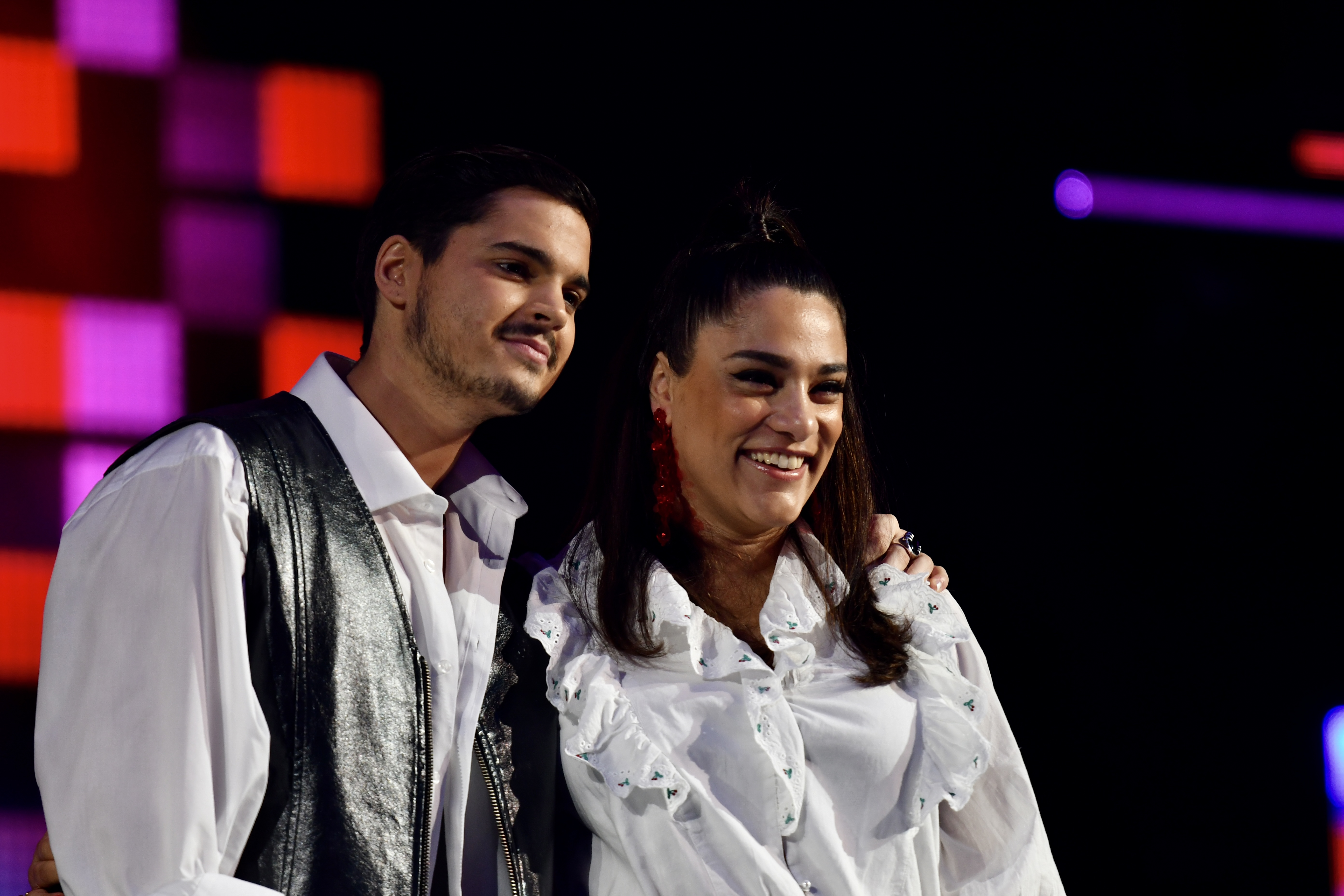
Oscar Zia et Farah Abadi.

Le 7 septembre 2021, il a été révélé qu'Oscar Zia reviendrait en tant que présentateur de l'émission en 2022, après avoir accueilli la deuxième demi-finale du Melodifestivalen 2021. Il était prévu qu'il soit rejoint sur scène par d'autres personnalités tout au long du concours. L'animatrice de radio et de télévision Farah Abadi sera l'intervieweuse des artistes tout au long de la tournée.

## Participants
Les vingt-huit participants sont annoncés à partir du 1er décembre 2021,.
| Artiste             | Musique                  | Auteur(s)                                                                                     |
| ------------------- | ------------------------ | --------------------------------------------------------------------------------------------- |
| Alvaro Estrella     | Suave                    | Linnea Deb, Jimmy "Joker" Thörnfeldt, Joy Deb, Alvaro Estrella                                |
| Anders Bagge        | Bigger Than the Universe | Anders Bagge, Jimmy Jansson, Peter Boström, Thomas G:son                                      |
| Angelino Markenhorn | The End                  | Angelino Markenhorn, Julie Aagaard, Melanie Wehbe, Thomas Steengaard                          |
| Anna Bergendahl     | Higher Power             | Anna Bergendahl, Thomas G: son, Bobby Ljunggren, Erik Bernholm                                |
| Browsing Collection | Face in the Crowd        | Carolina Karlsson, Mimi Brander, Moa Lenngren, Nora Lenngren, Sandra Bjurman, Jimmy Wahlsteen |
| Cazzi Opeia         | I Can't Get Enough       | Bishat Araya, Jakob Redtzer, Cazzi Opeia, Paul Rey                                            |
| Cornelia Jakobs     | Hold Me Closer           | Isa Molin, David Zandén, Cornelia Jakobsdotter                                                |
| Danne Stråhed       | Hallabaloo               | Danne Stråhed, Fredrik Andersson, Erik Stenhammar                                             |
| Faith Kakembo       | Freedom                  | Laurell Barker, Anderz Wrethov, Palle Hammarlund, Faith Kakembo                               |
| John Lundvik        | Änglavakt                | Anderz Wrethov, Elin Wrethov, Benjamin Rosenbohm, Fredrik Sonefors, John Lundvik              |
| Klara Hammarström   | Run to the Hills         | Jimmy "Joker" Thörnfeldt, Julie Aagaard, Anderz Wrethov, Klara Hammarström                    |
| Lancelot Hedman     | Lyckligt slut            | Lancelot Hedman, Niklas Carson Mattsson                                                       |
| Liamoo              | Bluffin'                 | Jimmy "Joker" Thörnfeldt, Sami Rekik, Dino Medanhodzic, Ali Jammali                           |
| Lillasyster         | Till Our Days are Over   | Jimmy Jansson, Palle Hammarlund, Ian-Paolo Lira, Martin Westerstrand                          |
| Linda Bengtzing     | Fyrfaldigt hurra!        | Thomas G:son, Linda Bengtzing, Myra Granberg, Daniel Jelldéus                                 |
| Lisa Miskovsky      | Best to Come             | Lisa Miskovsky, David Lindgren Zacharias                                                      |
| Malin Christin      | Synd om dig              | Jonathan Lavotha, Oliver Heinänen, Malin Christin                                             |
| Malou Prytz         | Bananas                  | Alice Gernandt, Jimmy "Joker" Thörnfeldt, Joy Deb, Linnea Deb                                 |
| Medina              | In i dimman              | Jimmy "Joker" Thörnfeldt, Sami Rekik, Dino Medanhodzic, Ali Jammali                           |
| Niello & Lisa Ajax  | Tror du att jag bryr mig | Yvonne Dahlbom, Niklas 'Niello’ Grahn Linroth, Jesper Welander                                |
| Omar Rudberg        | Moving Like That         | Omar Rudberg, Gustav Blomberg, Amanda Kongshaug, Kristin Marie                                |
| Robin Bengtsson     | Innocent Love            | David Lindgren Zacharias, Victor Sjöström, Victor Crone, Viktor Broberg, Sebastian Atas       |
| Samira Manners      | I Want to Be Loved       | Samira Manners, Fredrik Andersson                                                             |
| Shirley Clamp       | Let There Be Angels      | Mats Tärnfors, Pelle Nylén, Shirley Clamp, Jakob Skarin                                       |
| Tenori              | La stella                | Dan Sundquist, Kristian Lagerström, Marcos Ubeda, Bobby Ljunggren, Sarah Börjesson Wassberg   |
| Theoz               | Som du vill              | Tobias Lundgren, Axel Schylström, Tim Larsson, Elize Ryd, Jimmy "Joker" Thörnfeldt            |
| Tone Sekelius       | My Way                   | Anderz Wrethov, Tone Sekelius                                                                 |
| Tribe Friday        | Shut Me Up               | Isak Gunnarsson, Robin Hanberger Pérez, Noah Deutschmann                                      |

## Qualifications
- Candidat qualifié en finale
- Candidat qualifié en demi-finale

### Première audition
La première audition a lieu le 5 février 2022. En raison d'une erreur technique lors de cette audition, le vote via l'application officielle ne fonctionne pas. Seuls les votes téléphoniques sont alors comptabilisés et décident seuls du résultat.
| # | Artiste         | Chanson             | 1er tour | 1er tour | 2e tour | 2e tour | 2e tour | Résultat       |
| # | Artiste         | Chanson             | Voix     | Place    | Voix    | Points  | Place   | Résultat       |
| - | --------------- | ------------------- | -------- | -------- | ------- | ------- | ------- | -------------- |
| 1 | Malou Prytz     | Bananas             | 11 666   | 7        | 4 407   | 1       | 6       | Eliminée       |
| 2 | Theoz           | Som Du Vill         | 18 593   | 4        | 7 121   | 8       | 3       | Demi-finaliste |
| 3 | Shirley Clamp   | Let There Be Angels | 12 290   | 6        | 4 606   | 3       | 5       | Eliminée       |
| 4 | Omar Rudberg    | Moving Like That    | 15 034   | 5        | 6 143   | 5       | 4       | Eliminé        |
| 5 | Danne Stråhed   | Hallabaloo          | 22 611   | 3        |         | 10      | 2       | Demi-finaliste |
| 6 | Cornelia Jakobs | Hold Me Closer      | 57 790   | 1        | —       | —       | —       | Finaliste      |
| 7 | Robin Bengtsson | Innocent Love       | 27 167   | 2        | 12 743  | 12      | 1       | Finaliste      |

### Deuxième audition
La deuxième audition a lieu le 12 février 2022.
| Détail du télévote du 2e tour | Détail du télévote du 2e tour | Détail du télévote du 2e tour | Détail du télévote du 2e tour | Détail du télévote du 2e tour | Détail du télévote du 2e tour | Détail du télévote du 2e tour | Détail du télévote du 2e tour | Détail du télévote du 2e tour | Détail du télévote du 2e tour |
| #                             | Chanson                       | Groupes d'âge                 | Groupes d'âge                 | Groupes d'âge                 | Groupes d'âge                 | Groupes d'âge                 | Groupes d'âge                 | Groupes d'âge                 | Téléphone                     |
| #                             | Chanson                       | 3-9                           | 10-15                         | 16-29                         | 30-44                         | 45-59                         | 60-74                         | 75+                           | Téléphone                     |
| ----------------------------- | ----------------------------- | ----------------------------- | ----------------------------- | ----------------------------- | ----------------------------- | ----------------------------- | ----------------------------- | ----------------------------- | ----------------------------- |
| 2                             | Tror Du Att Jag Bryr Mig      | 10                            | 5                             | 1                             | 1                             | 1                             | 1                             | 1                             | 1                             |
| 3                             | I Want To Be Loved            | 3                             | 3                             | 3                             | 3                             | 5                             | 5                             | 5                             | 8                             |
| 4                             | Suave                         | 12                            | 10                            | 8                             | 10                            | 10                            | 8                             | 8                             | 3                             |
| 5                             | Face In The Crowd             | 5                             | 1                             | 5                             | 8                             | 3                             | 3                             | 3                             | 5                             |
| 6                             | Änglavakt                     | 8                             | 12                            | 12                            | 12                            | 12                            | 12                            | 12                            | 12                            |
| 7                             | My Way                        | 1                             | 8                             | 10                            | 5                             | 8                             | 10                            | 10                            | 10                            |

| # | Artiste             | Chanson                  | 1er tour  | 1er tour | 2e tour | 2e tour | 2e tour | Résultat       |
| # | Artiste             | Chanson                  | Voix      | Place    | Voix    | Points  | Place   | Résultat       |
| - | ------------------- | ------------------------ | --------- | -------- | ------- | ------- | ------- | -------------- |
| 1 | Liamoo              | Bluffin                  | 1 251 962 | 1        | —       | —       | —       | Finaliste      |
| 2 | Niello & Lisa Ajax  | Tror Du Att Jag Bryr Mig | 729 173   | 7        | 394 603 | 21      | 6       | Eliminés       |
| 3 | Samira Manners      | I Want To Be Loved       | 918 801   | 6        | 483 416 | 35      | 4       | Eliminée       |
| 4 | Alvaro Estrella     | Suave                    | 1 101 316 | 3        | 632 112 | 69      | 2       | Demi-finaliste |
| 5 | Browsing Collection | Face In The Crowd        | 934 656   | 5        | 488 204 | 33      | 5       | Eliminés       |
| 6 | John Lundvik        | Änglavakt                | 1 203 899 | 2        | 778 736 | 92      | 1       | Finaliste      |
| 7 | Tone Sekelius       | My Way                   | 946 861   | 4        | 671 065 | 62      | 3       | Demi-finaliste |

### Troisième audition
La troisième série a lieu le 19 février 2022.
| Détail du télévote du 2e tour | Détail du télévote du 2e tour | Détail du télévote du 2e tour | Détail du télévote du 2e tour | Détail du télévote du 2e tour | Détail du télévote du 2e tour | Détail du télévote du 2e tour | Détail du télévote du 2e tour | Détail du télévote du 2e tour | Détail du télévote du 2e tour |
| #                             | Chanson                       | Groupes d'âge                 | Groupes d'âge                 | Groupes d'âge                 | Groupes d'âge                 | Groupes d'âge                 | Groupes d'âge                 | Groupes d'âge                 | Téléphone                     |
| #                             | Chanson                       | 3-9                           | 10-15                         | 16-29                         | 30-44                         | 45-59                         | 60-74                         | 75+                           | Téléphone                     |
| ----------------------------- | ----------------------------- | ----------------------------- | ----------------------------- | ----------------------------- | ----------------------------- | ----------------------------- | ----------------------------- | ----------------------------- | ----------------------------- |
| 1                             | I Can't Get Enough            | 12                            | 10                            | 5                             | 8                             | 8                             | 8                             | 8                             | 8                             |
| 2                             | Lyckligt Slut                 | 5                             | 5                             | 8                             | 3                             | 3                             | 3                             | 3                             | 5                             |
| 3                             | Best To Come                  | 8                             | 8                             | 1                             | 10                            | 12                            | 12                            | 12                            | 12                            |
| 4                             | Shut Me Up                    | 1                             | 1                             | 10                            | 1                             | 1                             | 1                             | 1                             | 3                             |
| 5                             | Freedom                       | 3                             | 12                            | 12                            | 12                            | 10                            | 10                            | 10                            | 10                            |
| 6                             | Fyrfaldigt Hurra!             | 10                            | 3                             | 3                             | 5                             | 5                             | 5                             | 5                             | 1                             |

| # | Artiste         | Chanson                  | 1er tour  | 1er tour | 2e tour | 2e tour | 2e tour | Résultat       |
| # | Artiste         | Chanson                  | Voix      | Place    | Voix    | Points  | Place   | Résultat       |
| - | --------------- | ------------------------ | --------- | -------- | ------- | ------- | ------- | -------------- |
| 1 | Cazzi Opeia     | I Can't Get Enough       | 814 904   | 4        | 496 428 | 67      | 3       | Demi-finaliste |
| 2 | Lancelot Hedman | Lyckligt Slut            | 701 151   | 6        | 388 513 | 35      | 5       | Eliminé        |
| 3 | Lisa Miskovsky  | Best To Come             | 885 647   | 3        | 551 025 | 75      | 2       | Demi-finaliste |
| 4 | Tribe Friday    | Shut Me Up               | 665 176   | 7        | 368 861 | 19      | 6       | Eliminés       |
| 5 | Faith Kakembo   | Freedom                  | 1 076 213 | 2        | 685 512 | 79      | 1       | Finaliste      |
| 6 | Linda Bengtzing | Fyrfaldigt Hurra!        | 729 974   | 5        | 404 576 | 37      | 4       | Eliminée       |
| 7 | Anders Bagge    | Bigger Than The Universe | 1 717 664 | 1        | —       | —       | —       | Finaliste      |

### Quatrième audition
La quatrième audition a lieu le 26 février 2022.
| Détail du télévote du 2e tour | Détail du télévote du 2e tour | Détail du télévote du 2e tour | Détail du télévote du 2e tour | Détail du télévote du 2e tour | Détail du télévote du 2e tour | Détail du télévote du 2e tour | Détail du télévote du 2e tour | Détail du télévote du 2e tour | Détail du télévote du 2e tour |     |
| #                             | Chanson                       | Groupes d'âge                 | Groupes d'âge                 | Groupes d'âge                 | Groupes d'âge                 | Groupes d'âge                 | Groupes d'âge                 | Groupes d'âge                 | Téléphone                     |     |
| #                             | Chanson                       | 3-9                           | 3-9                           | 10-15                         | 16-29                         | 30-44                         | 45-59                         | 60-74                         | Téléphone                     | 75+ |
| ----------------------------- | ----------------------------- | ----------------------------- | ----------------------------- | ----------------------------- | ----------------------------- | ----------------------------- | ----------------------------- | ----------------------------- | ----------------------------- | --- |
| 1                             | Higher Power                  | 8                             | 8                             | 5                             | 8                             | 8                             | 12                            | 12                            | 12                            |     |
| 2                             | Til Our Days Are Over         | 10                            | 10                            | 10                            | 10                            | 12                            | 5                             | 3                             | 5                             |     |
| 3                             | Synd Om Dig                   | 5                             | 3                             | 1                             | 3                             | 1                             | 1                             | 1                             | 1                             |     |
| 4                             | La Stella                     | 1                             | 1                             | 3                             | 1                             | 3                             | 10                            | 10                            | 8                             |     |
| 5                             | In I Dimman                   | 12                            | 12                            | 12                            | 12                            | 10                            | 8                             | 8                             | 10                            |     |
| 6                             | The End                       | 3                             | 5                             | 8                             | 5                             | 5                             | 3                             | 5                             | 3                             |     |

| # | Artiste             | Chanson               | 1er tour  | 1er tour | 2e tour | 2e tour | 2e tour | Résultat        |
| # | Artiste             | Chanson               | Voix      | Place    | Voix    | Points  | Place   | Résultat        |
| - | ------------------- | --------------------- | --------- | -------- | ------- | ------- | ------- | --------------- |
| 1 | Anna Bergendahl     | Higher Power          | 878 089   | 4        | 519 678 | 73      | 2       | Demi-finaliste  |
| 2 | Lillasyster         | Til Our Days Are Over | 921 658   | 3        | 560 382 | 65      | 3       | Demi-finalistes |
| 3 | Malin Christin      | Synd Om Dig           | 520 201   | 6        | 217 215 | 16      | 6       | Eliminée        |
| 4 | Tenori              | La Stella             | 508 062   | 7        | 259 361 | 37      | 5       | Eliminés        |
| 5 | Medina              | In I Dimman           | 1 071 508 | 2        | 736 280 | 84      | 1       | Finaliste       |
| 6 | Angelino Markenhorn | The End               | 679 799   | 5        | 367 428 | 37      | 4       | Eliminé         |
| 7 | Klara Hammarström   | Run To The Hills      | 1 184 182 | 1        | —       | —       | —       | Finaliste       |

## Demi-finale
La demi-finale a lieu le 5 mars 2022.
- Candidat qualifié en finale

| Détail du télévote | Détail du télévote | Détail du télévote    | Détail du télévote | Détail du télévote | Détail du télévote | Détail du télévote | Détail du télévote | Détail du télévote | Détail du télévote | Détail du télévote |
| Groupe             | #                  | Chanson               | Groupes d'âge      | Groupes d'âge      | Groupes d'âge      | Groupes d'âge      | Groupes d'âge      | Groupes d'âge      | Groupes d'âge      | Téléphone          |
| Groupe             | #                  | Chanson               | 3-9                | 10-15              | 16-29              | 30-44              | 45-59              | 60-74              | 75+                | Téléphone          |
| ------------------ | ------------------ | --------------------- | ------------------ | ------------------ | ------------------ | ------------------ | ------------------ | ------------------ | ------------------ | ------------------ |
| I                  | 1                  | Higher Power          | 10                 | 12                 | 12                 | 12                 | 10                 | 10                 | 10                 | 10                 |
| I                  | 2                  | Suave                 | 12                 | 10                 | 10                 | 10                 | 8                  | 8                  | 8                  | 5                  |
| I                  | 3                  | Hallabaloo            | 8                  | 5                  | 5                  | 5                  | 5                  | 5                  | 5                  | 8                  |
| I                  | 4                  | My Way                | 5                  | 8                  | 8                  | 8                  | 12                 | 12                 | 12                 | 12                 |
| II                 | 1                  | I Can't Get Enough    | 12                 | 12                 | 12                 | 12                 | 5                  | 5                  | 8                  | 5                  |
| II                 | 2                  | Til Our Days Are Over | 5                  | 5                  | 5                  | 5                  | 12                 | 12                 | 12                 | 12                 |
| II                 | 3                  | Best To Come          | 8                  | 8                  | 10                 | 10                 | 8                  | 8                  | 5                  | 8                  |
| II                 | 4                  | Som Du Vill           | 10                 | 10                 | 8                  | 8                  | 10                 | 10                 | 10                 | 10                 |

| Groupe | # | Artiste         | Chanson               | Télévote  | Télévote | Place |
| Groupe | # | Artiste         | Chanson               | Voix      | Points   | Place |
| ------ | - | --------------- | --------------------- | --------- | -------- | ----- |
| I      | 1 | Anna Bergendahl | Higher Power          | 1 185 407 | 86       | 1     |
| I      | 2 | Alvaro Estrella | Suave                 | 1 045 540 | 71       | 3     |
| I      | 3 | Danne Stråhed   | Hallabaloo            | 640 928   | 46       | 4     |
| I      | 4 | Tone Sekelius   | My Way                | 863 838   | 77       | 2     |
| II     | 1 | Cazzi Opeia     | I Can't Get Enough    | 968 353   | 71       | 2     |
| II     | 2 | Lillasyster     | Til Our Days Are Over | 898 141   | 68       | 3     |
| II     | 3 | Lisa Miskovsky  | Best To Come          | 813 402   | 65       | 4     |
| II     | 4 | Theoz           | Som Du Vill           | 844 189   | 76       | 1     |

## Finale
La finale de l'édition 2022 du Melodifestivalen a lieu le 12 mars 2022. Les douze artistes présents dans cette finale sont les huit artistes qui ont terminé premiers et deuxièmes de leur série et les quatre ayant été qualifiés lors de la demi-finale. L'ordre de passage est dévoilé lors de l'ultime demi-finale.
Pour désigner le vainqueur de la finale du concours, le système mis en place est celui du 50/50 avec 50 % des votes du jury (international) et 50 % des votes des téléspectateurs suédois.
- Premier
- Deuxième
- Troisième

| Détail du télévote | Détail du télévote       | Détail du télévote | Détail du télévote | Détail du télévote | Détail du télévote | Détail du télévote | Détail du télévote | Détail du télévote | Détail du télévote | Détail du télévote |
| #                  | Chanson                  | Groupes d'âge      | Groupes d'âge      | Groupes d'âge      | Groupes d'âge      | Groupes d'âge      | Groupes d'âge      | Groupes d'âge      | Téléphone          | Total              |
| #                  | Chanson                  | 3-9                | 10-15              | 16-29              | 30-44              | 45-59              | 60-74              | 75+                | Téléphone          | Total              |
| ------------------ | ------------------------ | ------------------ | ------------------ | ------------------ | ------------------ | ------------------ | ------------------ | ------------------ | ------------------ | ------------------ |
| 1                  | Run to the Hills         | 10                 | 10                 | 6                  | 8                  | 8                  | 4                  | 5                  | 5                  | 56                 |
| 2                  | Som du vill              | 12                 | 5                  | 4                  | 4                  | –                  | –                  | –                  | 1                  | 26                 |
| 3                  | Higher Power             | –                  | –                  | –                  | –                  | 1                  | 7                  | 8                  | 2                  | 18                 |
| 4                  | Änglavakt                | 2                  | 2                  | 2                  | 2                  | 3                  | 2                  | 4                  | –                  | 17                 |
| 5                  | My Way                   | 6                  | 8                  | 7                  | 6                  | 5                  | 8                  | 6                  | 7                  | 53                 |
| 8                  | Bigger than the Universe | 8                  | 12                 | 10                 | 12                 | 12                 | 12                 | 12                 | 12                 | 90                 |
| 7                  | Innocent Love            | 4                  | –                  | –                  | 1                  | –                  | –                  | –                  | –                  | 5                  |
| 8                  | Freedom                  | –                  | 4                  | 3                  | –                  | 2                  | 3                  | 3                  | 3                  | 18                 |
| 9                  | Bluffin'                 | 5                  | 3                  | 5                  | 3                  | 4                  | 1                  | 1                  | 4                  | 26                 |
| 10                 | Hold me Closer           | 1                  | 7                  | 12                 | 10                 | 10                 | 10                 | 10                 | 10                 | 70                 |
| 11                 | I Can't Get Enough       | 3                  | 1                  | 1                  | 5                  | 6                  | 5                  | 2                  | 6                  | 29                 |
| 12                 | In i Dimman              | 7                  | 6                  | 8                  | 7                  | 7                  | 6                  | 7                  | 8                  | 56                 |

| Détail du vote des jurys internationaux                                                                                              | Détail du vote des jurys internationaux | Détail du vote des jurys internationaux | Détail du vote des jurys internationaux | Détail du vote des jurys internationaux | Détail du vote des jurys internationaux | Détail du vote des jurys internationaux | Détail du vote des jurys internationaux | Détail du vote des jurys internationaux | Détail du vote des jurys internationaux | Détail du vote des jurys internationaux |
| # | Chanson                                 | Drapeau des Pays-Bas                    |                                         |                                         |                                         |                                         |                                         |                                         |                                         | Total                                   |
| --- | --------------------------------------- | --------------------------------------- | --------------------------------------- | --------------------------------------- | --------------------------------------- | --------------------------------------- | --------------------------------------- | --------------------------------------- | --------------------------------------- | --------------------------------------- |
| 1 | Run to the Hills                        | –                                       | 5                                       | 3                                       | 2                                       | 3                                       | 5                                       | 3                                       | 6                                       | 27                                      |
| 2 | Som du vill                             | 5                                       | 12                                      | 7                                       | 7                                       | 5                                       | 2                                       | 1                                       | –                                       | 39                                      |
| 3 | Higher Power                            | –                                       | –                                       | –                                       | –                                       | –                                       | 10                                      | –                                       | 1                                       | 11                                      |
| 4 | Änglavakt                               | 6                                       | 6                                       | 5                                       | 12                                      | –                                       | 4                                       | 7                                       | 3                                       | 43                                      |
| 5 | My Way                                  | 4                                       | 4                                       | 4                                       | 6                                       | 6                                       | 1                                       | 2                                       | 4                                       | 31                                      |
| 6 | Bigger than the Universe                | 2                                       | 10                                      | –                                       | –                                       | 2                                       | 6                                       | 4                                       | 7                                       | 31                                      |
| 7 | Innocent Love                           | 1                                       | 8                                       | 6                                       | 1                                       | 10                                      | 3                                       | –                                       | –                                       | 29                                      |
| 8 | Freedom                                 | 7                                       | 2                                       | 2                                       | 5                                       | 7                                       | –                                       | 8                                       | 2                                       | 33                                      |
| 9 | Bluffin'                                | 8                                       | 7                                       | 8                                       | 8                                       | 12                                      | 7                                       | 5                                       | 10                                      | 65                                      |
| 10 | Hold me Closer                          | 10                                      | –                                       | 12                                      | 10                                      | 8                                       | 12                                      | 12                                      | 12                                      | 76                                      |
| 11 | I Can't Get Enough                      | 3                                       | 1                                       | 1                                       | 3                                       | 4                                       | –                                       | 6                                       | 8                                       | 26                                      |
| 12 | In i Dimman                             | 12                                      | 3                                       | 10                                      | 4                                       | 1                                       | 8                                       | 10                                      | 5                                       | 53                                      |
| Jurys internationaux |                                         |                                         |                                         |                                         |                                         |                                         |                                         |                                         |                                         |                                         |
| - – Lars Lourenco - – Sophia Wekesa - – Eva Mora - – Paul Clarke - – Filip Vlček - – Neil Doherty - – Tali Eshkoli - – Marta Cagnola |                                         |                                         |                                         |                                         |                                         |                                         |                                         |                                         |                                         |                                         |

| #  | Chanson                  | Artiste           | Jurys | Téléphone et SMS | Téléphone et SMS | Total | Place |
| #  | Chanson                  | Artiste           | Jurys | Nombre           | Points           | Total | Place |
| -- | ------------------------ | ----------------- | ----- | ---------------- | ---------------- | ----- | ----- |
| 1  | Run to the Hills         | Klara Hammarström | 27    | 2 409 631        | 56               | 83    | 6     |
| 2  | Som du vill              | Theoz             | 39    | 1 594 285        | 26               | 65    | 7     |
| 3  | Higher Power             | Anna Bergendahl   | 11    | 1 056 035        | 18               | 29    | 12    |
| 4  | Änglavakt                | John Lundvik      | 43    | 1 324 091        | 17               | 60    | 8     |
| 5  | My Way                   | Tone Sekelius     | 31    | 2 113 374        | 53               | 84    | 5     |
| 6  | Bigger than the Universe | Anders Bagge      | 31    | 3 464 137        | 90               | 121   | 2     |
| 7  | Innocent Love            | Robin Bengtsson   | 29    | 1 157 117        | 5                | 34    | 11    |
| 8  | Freedom                  | Faith Kakembo     | 33    | 1 268 069        | 18               | 51    | 10    |
| 9  | Bluffin'                 | Liamoo            | 65    | 1 506 098        | 26               | 91    | 4     |
| 10 | Hold Me Closer           | Cornelia Jakobs   | 76    | 2 937 401        | 70               | 146   | 1     |
| 11 | I Can't Get Enough       | Cazzi Opeia       | 26    | 1 488 320        | 29               | 55    | 9     |
| 12 | In i Dimman              | Medina            | 53    | 2 129 113        | 56               | 109   | 3     |

## À l'Eurovision
La Suède participe à la deuxième demi-finale du Concours Eurovision de la chanson 2022, le 12 mai 2022. Elle s'y classe 1re avec 396 points, se qualifiant ainsi pour la finale du 14 mai. Lors de celle-ci, le pays termine 4e avec 438 points.